# Oppositionsblocket
Oppositionsblocket (ukrainska: Опозиційний блок, Opozitsijnyj blok) är ett ukrainskt politiskt parti grundat 2010. Det deltog i 2014 års parlamentsval, med syfte att ena de politiska krafterna som stod i opposition mot Euromajdan. I valet vann partiet 29 platser.

## Historik

### Partiet "Ledande kraften"
Partiet registrerades 23 april 2010 under namnet "Ledande kraften" (Ведуча сила, Vedutja cyla), med Anatolij Kornienko som ledare. Man deltog inte i 2012 års parlamentsval.

### 2014 års parlamentsval

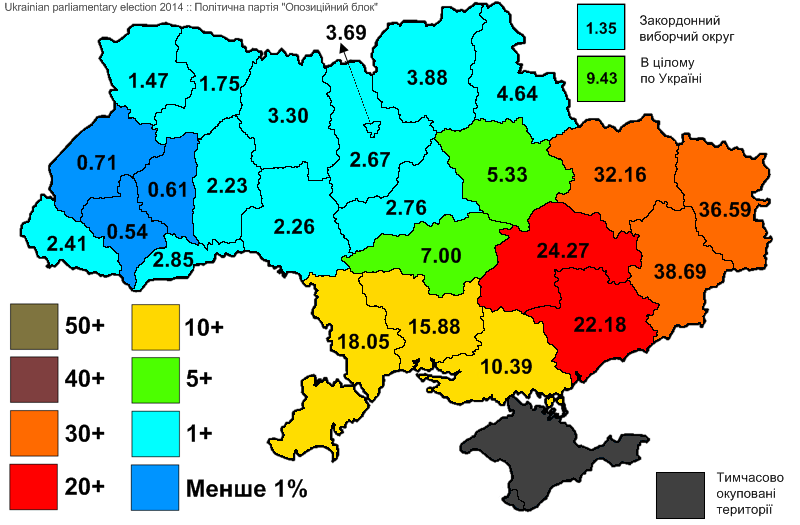
Stöd i olika regioner för Oppositionsblocket vid 2014 års parlamentsval.

Inför 2014 års parlamentsval var det tänkt att det största partiet vid 2012 års val – Regionernas parti – skulle ställa upp som del av Oppositionsblocket. Alliansen skulle då ledas av Serhij Tihipko. Denne vägrade dock ställa upp som ledande namn med motiveringen att alliansen bestod av "folk nedsmutsade av Ukrainas korruption och minst sagt opatriotiska". Tihipko kom därefter att leda det återuppväckta partiet Starkt Ukraina.
14 september 2014 valde Regionernas parti att inte ställa upp över huvud taget i valet; man ansåg att valet saknade legitimitet eftersom de boende i (delar av) Donetskbäckenet inte kunde avlägga sina röster. Samma dag ägde ett allmänt forum rum i Kiev, under mottot "Fred. Stabilitet. Återuppväckande." Vid slutet av forumet meddelade ett halvdussin politiska partier (Ukrainas utvecklingsparti, Den centrala allukrainska unionen, Ukraina – Framåt!, Ukrainas arbetarparti, Ny Politik och "Statsneutralitet") att de skulle ställa upp i 2014 års parlamentsval under namnet Oppositionsblocket.
Många enskilda medlemmar av Regionernas parti ställde därefter upp som kandidater för Oppositionsblocket. Bland dessa fanns Jurij Bojko, som kom att leda partiets lista av kandidater. Andra viktiga kandidatnamn inkluderade Natalia Korolevska, Mychajlo Dobkin och Vadym Rabinovytj. Enligt Bojko skulle Oppositionsblocket inte representera partier utan enbart de individuella politikerna.
Bojko, Dobkin och Rabinovytj hade alla tre tidigare deltagit som kandidater vid presidentvalet i Ukraina 2014. Korolevska och Bojko hade båda varit ministrar i den andra Azarov-regeringen.
Vid parlamentsvalet vann Oppositionsblocket 29 platser, inklusive två av de 198 enmansvalkretsarna. Partiet vann alla 6 parlamentsplatserna representerandes (norra delen av) Luhansk oblast och blev största parti i bland annat Charkiv oblast. Man vann även 8 av 9 platser i Zaporizjzja oblast, 10 av 17 platser i Dnipropetrovsk oblast och 6 av 11 platser i Donetsk oblast.
Den 27 november 2014 bildades en oppositionsgrupp i Verchovna Rada med Oppositionsblockets 29 ledamöter samt ytterligare 11 ledamöter.

## Ideologi
Partiets politik är socialliberal och prorysk. Man vill försvara ryska språket som ett regionalt språk i Ukraina, och man önskar mesta möjliga decentralisering av makten inom landet.
Angående konflikten i östra Ukraina förespråkar partiet en lösning av det hela med fredliga medel och genom förhandlingar med Ryssland. Partiet fördömer dock Rysslands annektering av Krim och söker "fred i ett enat Ukraina inom 1991 års gränser".